# ناثانيل سبينس
ناثانيل سبينس هو سياسي كندي، ولد في 1834، وتوفي في 6 فبراير 1914. انتخب عضو مجلس نواب نوفا سكوتيا.